# 里夫金的电影节
是2020年美国、西班牙、意大利三国合拍的爱情喜剧片，由埃琳纳·安娜亚、路易·卡黑、吉娜·格申、塞尔吉·洛佩兹、华莱士·肖恩和克里斯托弗·瓦尔兹主演。影片于2020年9月18日在聖塞瓦斯蒂安國際電影節首映，2020年10月2日由Tripictures在西班牙发行。影片讲述了一对夫妻在圣塞瓦斯蒂安国际电影节期间发生的艳遇。

## 剧情
莫特·里夫金来自纽约，是个性格古怪的影评人。最近，他带着娇妻小苏到西班牙参加圣塞瓦斯蒂安电影节，为一部电影揭幕。然而，小苏在当地与一位法国导演情投意合，让里夫金嫉妒非常。与此同时，疑病症发作的里夫金在当地的诊所看病时，被闷闷不乐的未婚医生吸引目光。西班牙旖旎小镇的魔利、两段浪漫的关系和享誉盛名的国际电影节，将里夫金和小苏吸入了冒险和诱惑的漩涡之中，彻底改变了两人的生活。
影片描绘里夫金内心活动的黑白镜头戏仿了《公民凯恩》等经典影片，以及英格玛·伯格曼、法蘭索瓦·杜魯福、尚盧·高達、费德里柯·费里尼等人的作品。

## 阵容
- 华莱士·肖恩 饰 莫特·里夫金（Mort Rifkin）
  - 卡梅隆·亨特（Cameron Hunter）饰 青年里夫金
- 吉娜·格申（英语：Gina Gershon） 饰 小苏（Sue）
- 克里斯托弗·瓦尔兹 饰 死神
- 埃琳纳·安娜亚 饰 乔·罗哈斯（Jo Rojas）
- 路易·卡黑 饰 菲利浦（Philippe）
- 塞尔吉·洛佩兹（英语：Sergi López (actor)） 饰 帕科（Paco）
- 达米安·查帕（英语：Damian Chapa） 饰 电影节观众
- 鲍比·斯莱顿（英语：Bobby Slayton） 饰 电影节观众
- 道格拉斯·麦格拉思（英语：Douglas McGrath） 饰 吉尔·布雷纳（Gil Brener）
- 肯·阿普多恩（英语：Ken Appledorn） 饰 鸡尾酒派对宾客
- 理查·坎德 饰 里夫金父亲
- 娜塔莉·波莎（英语：Nathalie Poza） 饰 里夫金母亲
- 恩里克·阿尔斯（英语：Enrique Arce） 饰 托马斯·洛佩兹（Tomas Lopez）
- 饰 德罗伦斯（Delores）
- 塔米·布兰查德 饰 多丽丝（Doris）
- 伊尼戈·埃塞贝斯特（Iñigo Etxebeste）饰 主持人
- 斯蒂夫·古根伯格 饰 杰克

## 制作
2019年2月，伍迪·艾伦1992年的性侵丑闻曝光后，亚马逊影业放弃了与他签订的五部电影计划。同月，消息指艾伦将会担任影片的导演和编剧，豪梅·鲁尔斯以旗下制片公司Mediapro的名义担任制片人。2019年6月，埃琳纳·安娜亚、路易·卡黑、吉娜·格申、塞尔吉·洛佩兹、华莱士·肖恩和克里斯托弗·瓦尔兹加入剧组。2020年7月，理查·坎德宣布亮相该片。

### 摄制
主体拍摄于2019年7月10日在西班牙圣塞瓦斯蒂安举行，提前一周于8月16日杀青。

## 发行
2020年4月，Tripictures买下影片在西班牙的发行权。影片于2020年9月18日在聖塞瓦斯蒂安國際電影節全球首映，2020年10月2日在西班牙上映，原定档期为9月25日。影片原计划于2020年11月5日由Vision Distribution在意大利发行，但受2019冠状病毒病疫情影响，推迟到2021年5月6日上映。

## 评价

### 票房
截至2021年5月28日，影片在西班牙收获768,449美元票房，全球票房180万美元（包括西班牙、荷兰、乌克兰、意大利和俄罗斯）。

### 专业评价
影片在汇总媒体网站烂番茄收获16条评论，新鲜度56%，平均得分5.10/10。Metacritic收录评论6条，平均得分43/100，表示“褒贬不一或口碑平平”。
《觀察家報》的乔纳森·罗姆尼（Jonathan Romney）打出3/5星，表示：“某种程度上，《里夫金的电影节》绝对是艾伦最熟悉的题材，不管批评他的人喜不喜欢，他都绝不可能放弃耕耘了好几十年的题材。他再一次地用迷人的背景打造出一部关于婚姻焦虑的脆弱喜剧。”《纽约时报》的杰西卡·蒋（Jessica Kiang）认为：“向贪婪的饿殍们报道《里夫金的电影节》有点令人欣慰的，就好像意外找到了一个点心盒，量不多，也没营养，但是非常甜，甜到让你回味曾经读过的美好时光，虽然一切都是昙花一现。”《综艺》的盖伊·罗吉（Guy Lodge）补充道：“他的第49部长片《里夫金的电影节》将许多不起眼的小眼串连成一部冗长的弦乐，整个故事降下来可以说不费力气，不算讨喜。”
IndieWire的卡利姆·阿夫塔布（Kaleem Aftab）不太看好这部电影，只打出C级评价：“影片在平淡无奇的剧情中飘来飘去，进进不出，感觉很奇怪，质量普通，所以也没什么惊喜点。跟艾伦最近的许多电影一样，影片的意图在开头就可以猜出。”《偏锋杂志》的查克·鲍文（Chuck Bowen）只打出1/4星差评，他认为：“辉煌生涯已数十年的伍迪·艾伦仍痴迷于成为想象中的知识分子，痴迷于稀松平常的生活日常，仿佛这些日常就是和许多年轻女性调情。这种情况大约在40年前就开始恶化，但对于青涩时期的艾伦来说，这种感觉很私人化，英雄气概满溢的他用好斗、无礼的大无畏精神，融入到个人讲述生存之痛苦的作品中。现在艾伦似乎会把打字机溢出的所有文字拍成电影，这些文字一般都是经典影片的复制的复制的复制，素材非常过时，与其说是艺术，倒不如称其为形式。”

### 奖项
| 年份 | 大奖          | 奖项         | 获得者      | 结果 | 参考   |
| ---- | ------------- | ------------ | ----------- | ---- | ------ |
| 2021 | 第8届费罗兹奖 | 最佳电影海报 | 乔迪·拉班达 | 獲獎 | [ 22 ] |